# Nargeslū-ye Soflá
Nargeslū-ye Soflá (persiska: Kūrānlū, نرگسلو سفلی) är en ort i Iran.   Den ligger i provinsen Nordkhorasan, i den nordöstra delen av landet, 500 km öster om huvudstaden Teheran. Nargeslū-ye Soflá ligger 1 016 meter över havet och antalet invånare är 229.
Terrängen runt Nargeslū-ye Soflá är huvudsakligen kuperad, men åt nordväst är den platt. Runt Nargeslū-ye Soflá är det ganska glesbefolkat, med 27 invånare per kvadratkilometer. Närmaste större samhälle är Āshkhāneh, 15,0 km väster om Nargeslū-ye Soflá. Omgivningarna runt Nargeslū-ye Soflá är i huvudsak ett öppet busklandskap.